# Juozas Kymontas
Juozas Kymontas war ein litauischer Fußballspieler. 

## Karriere
Juozas Kymontas spielte in seiner Vereinskarriere mindestens von 1935 bis 1938 für LFLS Kaunas.
Im August 1935 debütierte er in der Litauischen Fußballnationalmannschaft während des Baltic Cups 1935 im Eröffnungsspiel gegen den Gastgeber Estland. Mit der Auswahl nahm er in Jahren 1936 und 1937 zwei weitere Male am Baltic Cup teil. 
Von 1935 bis 1937 absolvierte Kymontas insgesamt sechs Länderspiele für die Litauische Nationalmannschaft und erzielte kein Tor.

## Erfolge
mit Litauen:
- Baltic Cup: 1935